# Pulo Bariang
Pulo Bariang is een bestuurslaag in het regentschap Padang Lawas van de provincie Noord-Sumatra, Indonesië. Pulo Bariang telt 682 inwoners (volkstelling 2010).